# People Are Strange/Not to Touch the Earth
People Are Strange/Not to Touch the Earth è un singolo dei Doors, pubblicato nel 1981, estratto dalla compilation The Doors Greatest Hits.

## Tracce
1. People Are Strange – 2:10 (The Doors)
2. Not to Touch the Earth – 3:55 (The Doors)